# Серкизов
Серкизов (укр. Серкізів) — село в Турийской поселковой общине Ковельского района Волынской области Украины.
До 2020 года входило в Турийский район.
Код КОАТУУ — 0725582609. Население по переписи 2001 года составляет 44 человека. Почтовый индекс — 44863. Телефонный код — 3363. Занимает площадь 0,551 км².